# Jeannette Unite

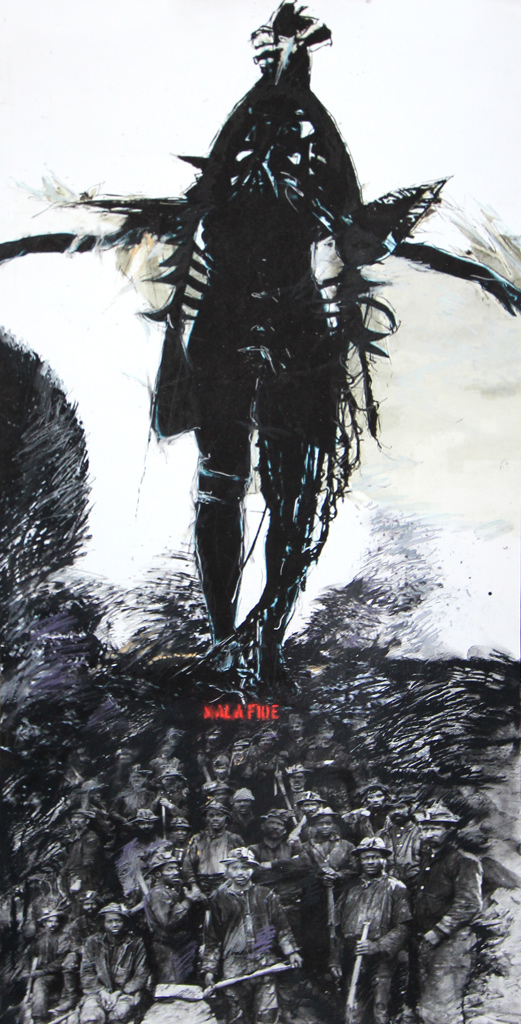
„Mezi vrstvami traumatu a násilí“, kresba od Jeannette Unite.

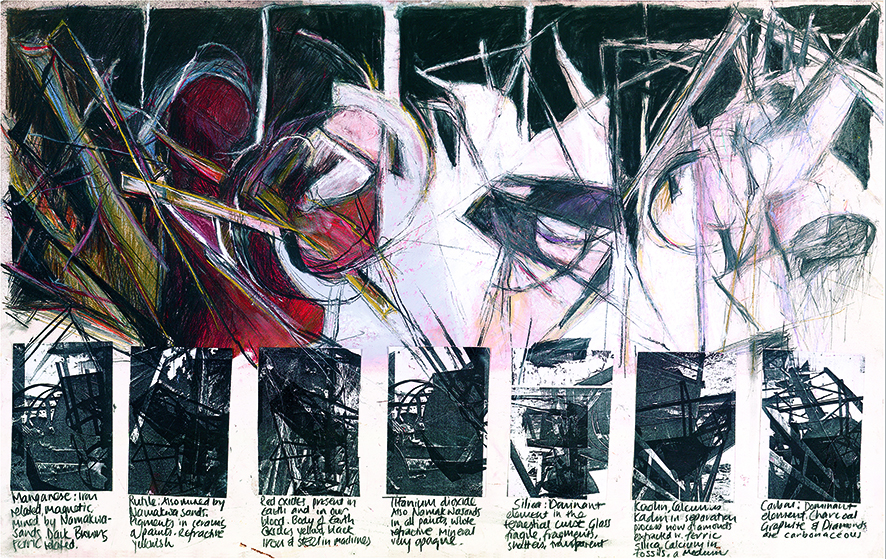
EARTHSCARS - Minerály a kovy, Jeannette Unite.

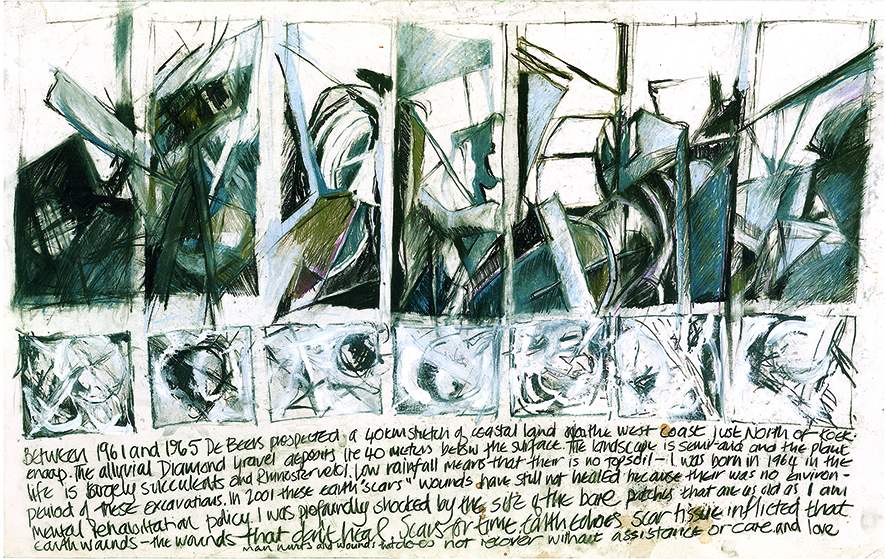
EARTHSCARS - Vizuální těžební průzkum, Jeannette Unite.

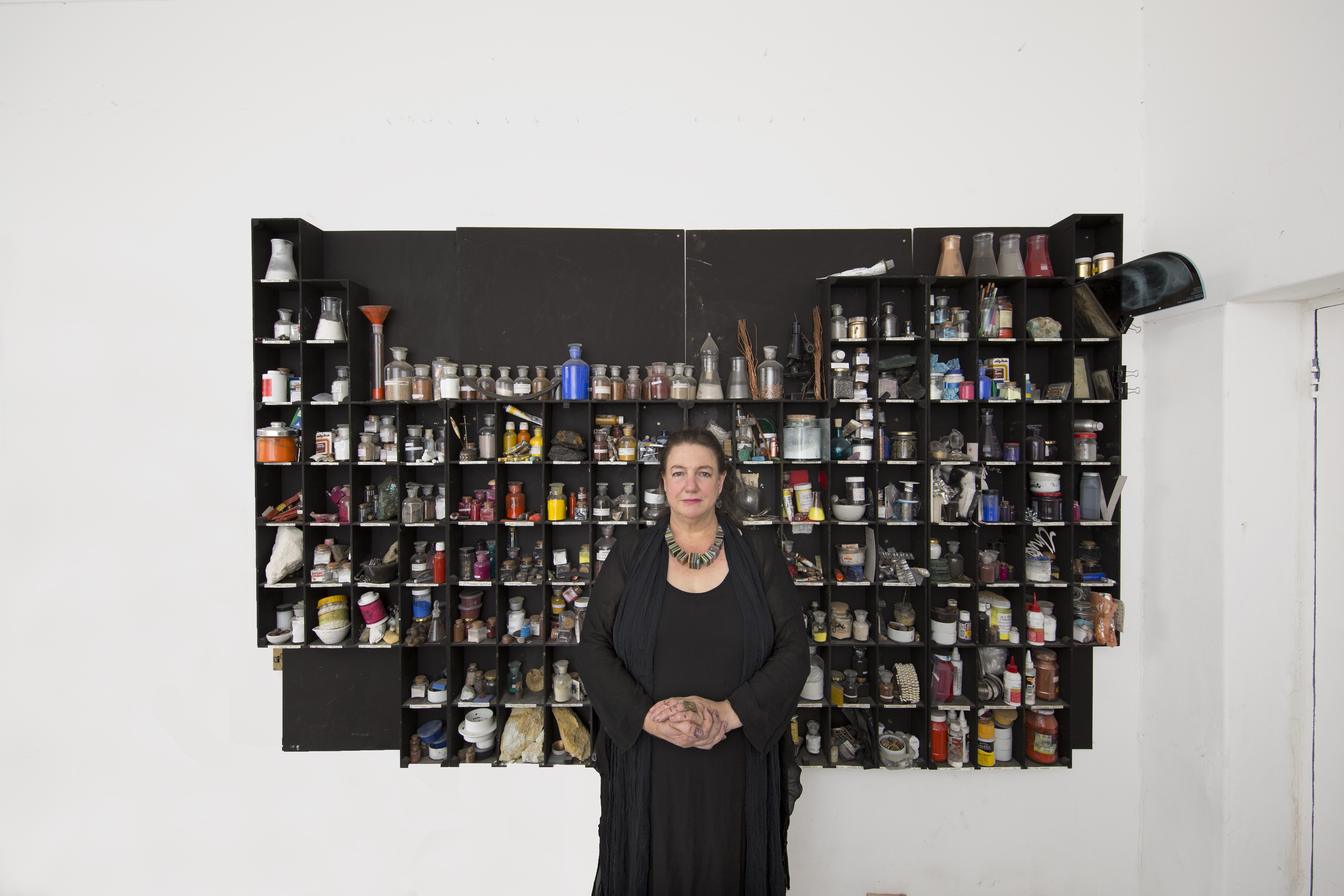
Umělkyně Jeannette Unite se svou „krabičkou na barvy“ za sebou – periodickou soustavou minerálů.

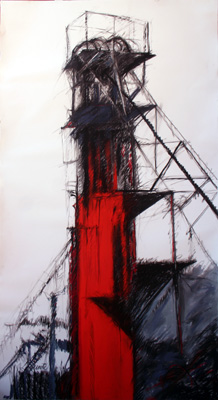
Jedna z kreseb "Pokrývky hlavy" od Jeannette Unite

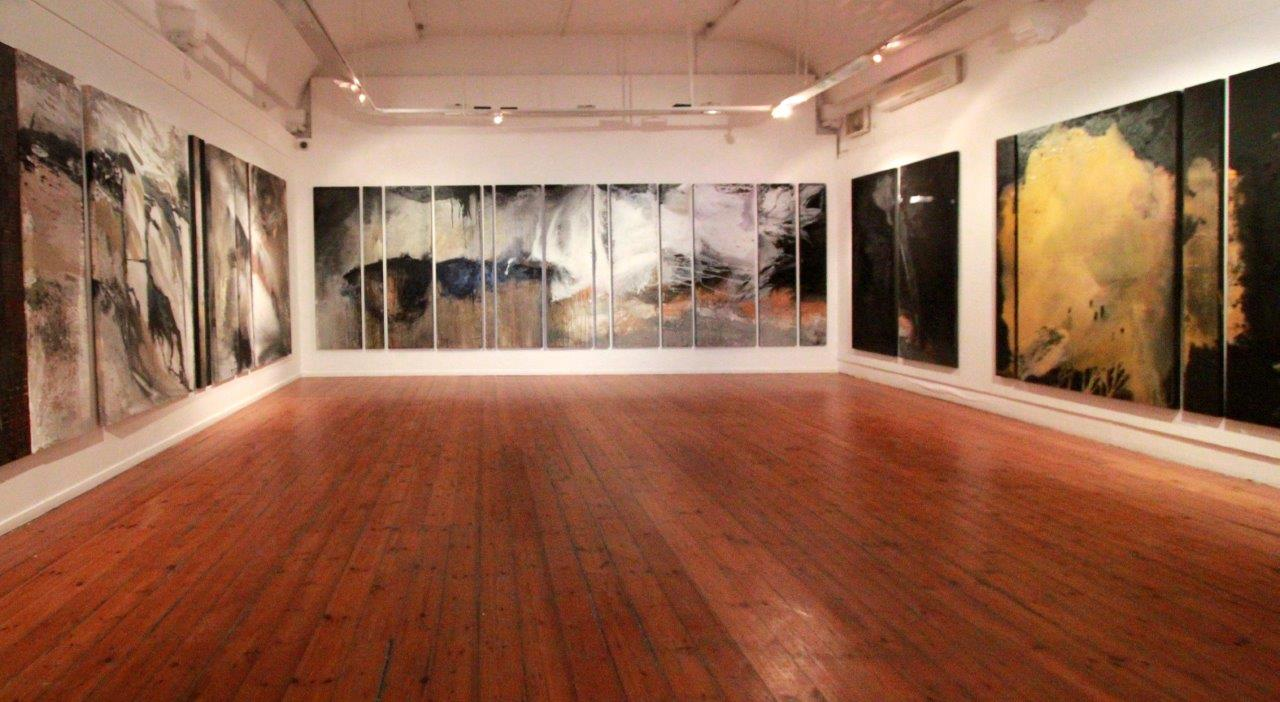
Pohled na instalaci postgraduální výstavy Jeannette Uniteové Master of Fine Art

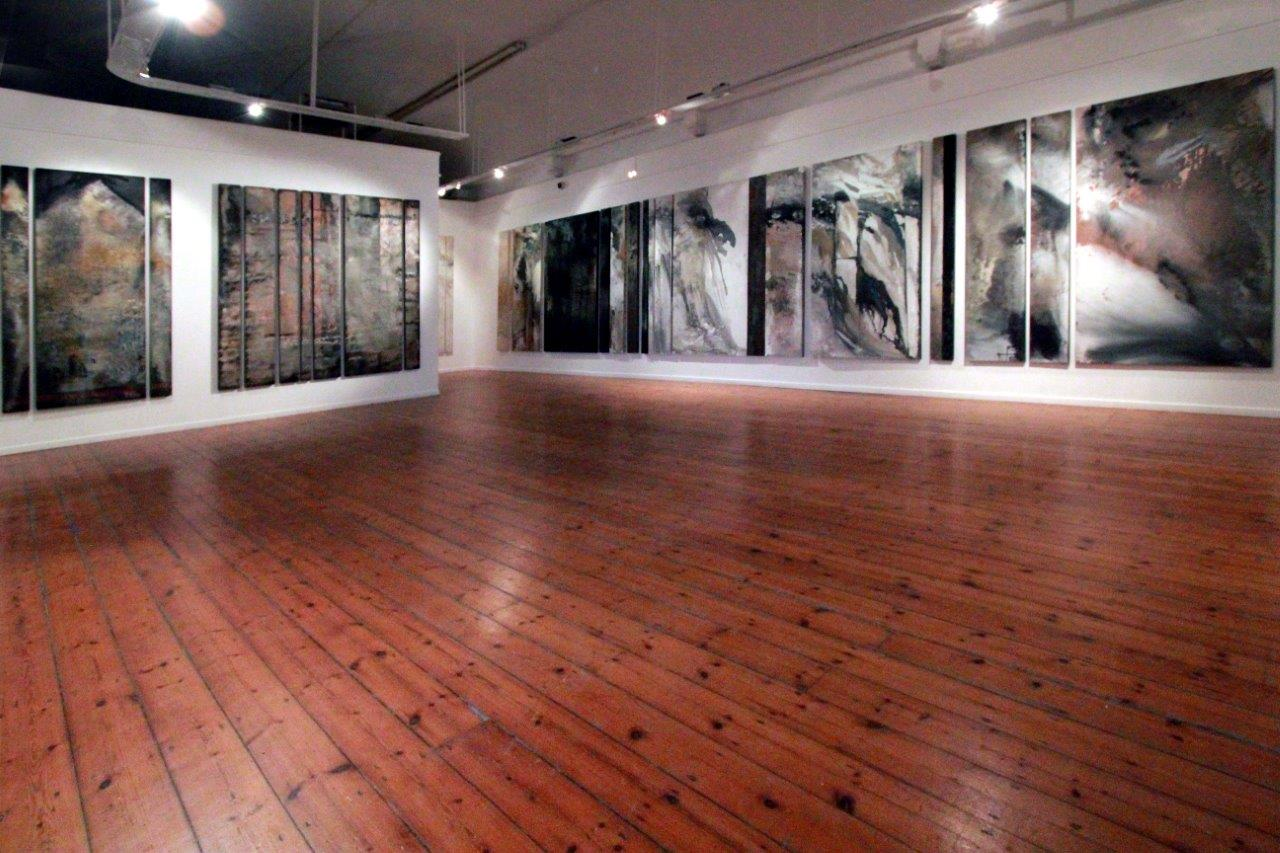
Pohled na instalaci postgraduální výstavy Jeannette Uniteové Master of Fine Art

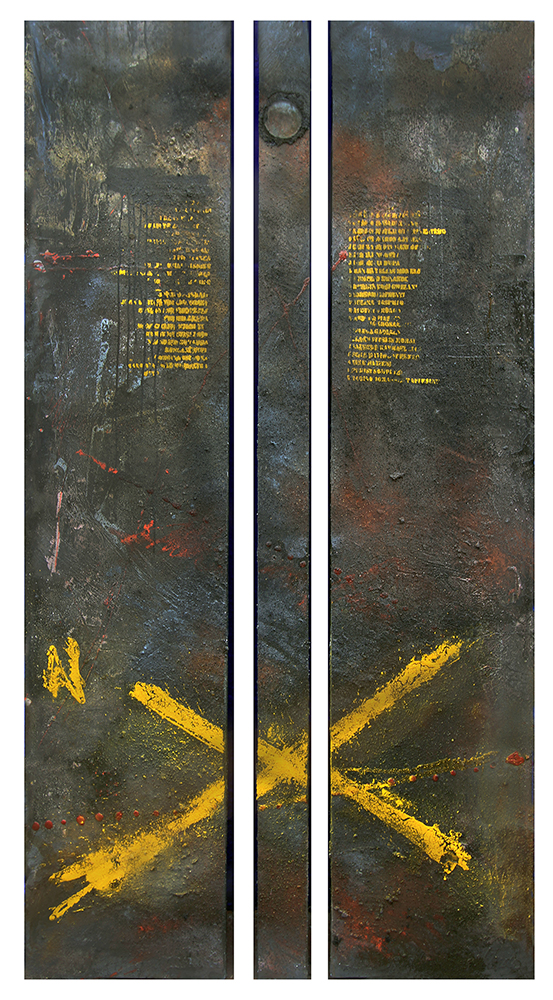
Jedno ze vzpomínkových děl Jeannette Unite o masakru v Marikaně, která se odehrála v Jižní Africe 16. srpna 2012

Jeannette Unite (* 20. ledna 1964) je jihoafrická umělkyně, která sbírala oxidy, kovové soli a zbytky z dolů, kulturních památek a průmyslových areálů, aby vyvinula receptury na barvy, pastely a sklo pro své velkoformátová umělecká díla, která reflektují těžební a průmyslová místa a současný lidský svět.
Její malby a kresby pokrývek hlavy z průmyslové oblasti "TERRA" byly vystaveny v Muzeu Ostwall, v Dortmundu, Německu  v rekonstruované budově ředitelství pro těžbu v Porúří na památku posledního roku těžby podzemního uhlí v Německu.
V letech 2014 a 2015 se její výzkum stratigrafie Země s Department of Earth Sciences, Oxford University a Oxford University Museum rozvinul do souboru prací vystavených v Centru současného umění a přírodního světa (CCANW), Exeter University v Devonu, mezi říjnem 2015 a únorem 2016. Tato putovní výstava byla také součástí Roku půdy OSN a Roku bahna Britské geologické společnosti.

## Výzkum
Práce Jeannette Unite odkazují na hornické dědictví pocházející z archivů a muzeí.  To zahrnuje rané geologické historické mapy a texty, které byly vytvořeny během britské průmyslové revoluce, aby vedly těžbu uhlí, které pohánělo motory, které poháněly modernu.  

## Vzdělávání a komunitní práce
Podle zdroje:
Unite absolvovala Michaelis School of Fine Art v roce 1986 po 4 letech studia. Od roku 1987 do roku 1997 vyučovala grafiku a obecné umění ve Frank Joubert Art Centre a také vedla kurzy kreslení pro dospělé a kurzy malby. Během této doby strávila čtyři roky korespondencí s UNISA a poskytovala umělecká školení učitelům v místní městské oblasti Nyanga. V letech 2011 až 2016 vedla kurz Workshops in Materiality na Michaelis School of Fine Art, sérii workshopů zaměřených na předávání vlastního jedinečného stylu přípravy a použití barvy studentům. V roce 2014 dokončila MFA (Masters in Fine Arts) na Michaelis a získala vyznamenání.

## Vybrané výstavy
Podle zdroje:
2017
MEASURING MODERNITY, Borderline Art Space, Iasi, Romania
COMPLICIT GEOGRAPHIES, Eclectica Contemporary, Kapské Město
2016
35th International Geology Congress, Invited Earth mining artist, CTICC
TERRA, Museum Am Ostwall, Dortmund, Germany
Mining Our Heritage | Bergbau Unser Erbe – Germany Preview, Abalone Hermanus Fynarts
In Plain Sight: Social Life in South Africa and Romania before and after 1989, Aparte Gallery of George Enescu Uni of Arts, Iasi & Borderline Art Space, Iasi, Romania
Out of the Fire, Into the Light, Dr Ingram Anderson, Glass exhibition, AVA, Pretoria
STRATA two-woman show with Isabel Mertz at ISart, Franscchhoek
Colori sotto il Visuvio (The Colours of Vesuvius), Il ramo d'oro Centre of Arts and Culture, Naples, Italy
2015
Bi-Centenary William 'Strata' Smith, Innovation Centre, University of Exeter
PREVIEW Bi-Centenary William 'Strata' Smith, Jo'burg Art Fair Fringe kurátor: Carol Brown, Mboneng, Johannesburg
LAW & ORE, Youngblood Foundation Gallery, Kapské Město
Between Democracies kurátor: Judy Peter, Karen von Vey & Richard Gregor, Constitution Hill, Johannesburg
Fear & Loss in the Industrial Karoo, Curator Katie Du Toit, Oliewenhuis, Bloemfontein | Pretoria Art Museum | Graaff-Rennet
Blowing in the Wind, curator Carol Brown, KZNSA Gallery, Durban and University of the Orange Free State, Art Museum.
Between Conceptual and Spiritual, kurátor: Ortrud Mulder, Abalone Gallery, part of FynArts Festival, Hermanus
2014
LAW & ORE, Abalone Gallery, Hermanus
EXTRACT, Youngblood Gallery, Kapské Město and Cologne, Germany
COMPLICIT GEOGRAPHIES, Fine Arts master's degree exhibition, Michaelis Galleries, Kapské Město (MFA with Distinction)
2013
HERE / THERE, UCT and WITS Masters students, Michaelis Galleries, Kapské Město
HAWK Guerrilla Video Projections on land and group Art Intervention, (curator Lien Botha) Overstrand, Western Cape
2012
Residuum: Mines & Machines Installation at the Western Cape Archives & Records Service, Old Gaol, Roeland Street, Kapské Město
Exhibition & Presentation: 9th IMHC International Mining History Conference, Johannesburg
HAWK Group Art Intervention, (kurátor: Lien Botha) Overberg, Western Cape (project printed map)
Return to the Archive, Museum Africa, Johannesburg
2011
Paradox of Plenty, Michaelis Galleries, Univerzita v Kapském Městě - Installation of mining archive & artist-in-residency
Mining the African Industrial Landscape: Presentation; Conflicts & Natural Resources: African Studies Conference, AEGIS, Universidad Autónoma de Madrid, Spain
Artists Visual Response to the Industrial Landscape: Presentation The Paradox of Plenty, Joburg Art Fair, September
On the Surface: The Heritage of Mines and Mining; conference University Innsbruck, Austria
Iizkhwepha Zhetu / Shaping our Minds, (kurátor: Phumzile Dlamini) Durban Art Gallery (katalog)
3 Parts: More Harmony, South African, United Arab Emirates & Mozambique artists (kurátor: Phumzile Dlamini), Durban Art Gallery (katalog)
Alumni Exhibition & Auction, Michaelis School of Fine Art, Univerzita v Kapském Městě (katalog)
2010
6 Meters Under, 4th Beijing International Art Biennale, China
The Lie of the Land: Representations of the South African Landscape,(kurátor: Michael Godby), Michaelis Collection, Old Town House Museum (katalog)
TERRA: Above Below, Oliewenhuis Museum, Bloemfontein (katalog)
Mineral Resources and Residues of Power in the African Industrial Landscape, Presentation at ICACD (3rd International Conference on African Cultural Development) Cultural Imperatives for Development: 50 Years Post Independent Africa, Kumasi, Ghana

2009
Headgears, 9th Tashkent Biennale, Central Asia, Uzbekistan
Presentation ‘The Colonial Gaze’ Scientific conference, Urban Philosophy: Anthropological Landscape’, Tashkent, Uzbekistan
Earthscars: Mining the African Landscape: Presentation AngloGold Ashanti, Turbine Hall, Johannesburg
Headgear, Inaugural solo exhibition, AngloGold HQ, Turbine Hall, JHB
Earthscars: Mining African Landscape, XLIIIrd AICA (International Association of Art Critics) Congress, The Relations Between Art and Science: Complicity, Criticality, Knowledge, Dublin Castle, Ireland
On Top of the World, (kurátor: Andre Vorster) (katalog)
Earthscars, 20:20 Presentation at VANSA, Spin Street, Kapské Město
2008
Remembering the Future, Western Cape Archives and Records Service, Old Gaol, Roeland Street, Kapské Město
Re-structuring the Colonial, Group Exhibition, Thompson Gallery, Johannesburg
2007
Hot Earth, Artworks in response to travels to copper mines of Namaqualand. Thompson Gallery, Johannesburg
Visions of Africa, (kurátor: Dirk Oegema) Pretoria Art Museum
2006
HERM: Boundaries Between the Wild and Cultivated, collaboration Cumbria Institute of Arts, Ann Bryant Art Museum, East London
2005
Gunfree South Africa, Constitution Hill Auction, Johannesburg
2004
Earthscars: A Visual Mining Exploration, William Humphreys Art Museum, Kimberley
Earthscars: A Visual Mining Exploration, Mozambique National Gallery, Maputo, Mozambique
Earthscars: A Visual Mining Exploration, Irma Stern Museum Gallery, Univerzita v Kapském Městě
Surfacing, with Lynne Lomofsky, Unite Studio, Kapské Město
2003
S.U.M., Bag Factory Residency Exhibition, Fordsburg Art Studios, Johannesburg (katalog)
Sentences & Gestures, Zebra II, Hampstead, London
South African Artists, Old Mutual Place, London
2001
Sentences, Bell-Roberts Contemporary Gallery, Kapské Město (katalog)
Heart For Art, Red Cross Fundraiser, The Foundry, Kapské Město
SA Today, Signature Artist, (curator Patrick Lagus), Fair Centre, Helsinki
Blue Danube, animated projection, edited by Koeka Stander, concert with Sibelius Orchestra, Helsinki, Finland
2000
Sentences, art animation film, 8 minutes, edited by Koeka Stander
Artichoke, Multimedia event, Sandton Civic Centre, Johannesburg
1999
Thresholds, Irma Stern Museum Gallery, Univerzita v Kapském Městě
Inaugural Group Exhibition, National Library of South Africa, Kapské Město
Softserve, Public Eye Event, IZIKO South African National Gallery, Kapské Město
Thupela Workshop, IZIKO South African National Gallery, Kapské Město
1994
Print Triennial, Musee d’Art Contemporain Internationale, Lyon, France
1993
South Africa in Black and White, Print exhibition (kurátor: Ray Maylen), South African National Gallery, Kapské Město
Aids Awareness, AVA Association for Visual Arts, Kapské Město
Brides, (kurátor: Christopher Peter), Irma Stern Museum Gallery, Univerzita v Kapském Městě
1992
Art Now, AVA Association for Visual Arts, Kapské Město
1990
Critics’ Choice, AVA Association for Visual Arts, Kapské Město
1981
Young Artists’ Exhibition, 1st Prize, Kellogg's Foundation (katalog)

## Publikace a texty
- COMPLICIT GEOGRAPHIES, 2016, Edited by Ivor Powell. 400stránková monografie o uměleckém díle od Jeannette Unite zkoumající, jak se bohatství země a Země dělí, měří a přiděluje, a globální cykly těžby, spotřeby a plýtvání.
- TERRA, 2012, editoři: Andrew Lamprecht a Ivor Powell s příspěvky Ashrafa Jamala, Kathryn Smith, Marian Tredoux a Bongani Ndodana-Breen, 192stránková monografie mapující dvacet let praxe a výzkumu Unite.
- 'Headgear: Mining Engineering Drawings', Critical Interventions[22], USA 6: 91-101, jaro 2010.
- 'TERRA: Sands and Detritus Soiled with History', Art South Africa, 9(1): 98-9, jaro 2010.
- „Zkoumání vizuálních zbytků koloniálního vykořisťování“, Nukta Art: Magazine současného umění Pákistánu. 5 (1): 80-85, 2010.

## Ocenění, granty a rezidence
- Grant Mzansi Golden Economy, SA Department Arts and Culture (financování pro TERRA v Dortmundu, Německo a COMPLICIT GEOGRAPHIES, CCANW, Exeter University, Devon) 2016
- MacIverovo stipendium, Michaelis School of Fine Art, Univerzita v Kapském Městě. 2013
- Twamley Postgraduate Bursary, Univerzita v Kapském Městě. 2013
- Jules Kramer Travel Award, Univerzita v Kapském Městě. 2012
- Akademické stipendium z Michaelis School of Fine Arts, Univerzita v Kapském Městě 2012
- CCA (Center for Curating the Archive), Univerzita v Kapském Městě. 2012
- Fellowship Artist-in-Residency, Michaelis Galleries, Univerzita v Kapském Městě 2011
- AEGIS - Africký cestovní grant pro závěrečnou konferenci konference o afrických zdrojích, University Autonoma, Madrid Španělsko 2011
- Výzkumný grant Art Moves Africa (AMA) pro cestování v Africe 2009
- Taškentské bienále (cena za zásluhy za originální využití přírodních materiálů) 2009
- CSIR, oceněná veřejná umělecká soutěž / instalace skleněné stěny, budovy oddělení vědy a techniky, Pretoria 2006 [4]
- Bag Factory, Fordsburg Artists' Studios (Triangle Network) Johannesburg 2003
- Constitution Hill (Sklo a ocel Water History Sculpture) Finalista 2003
- Thupela Workshop, příloha Jihoafrické národní galerie. 2000
- Thupela Workshop, příloha Jihoafrické národní galerie.1999
- Kellogg's Young Artists Award, první cena národní umělecké soutěže. Cena: (Čtyřleté všestranné mezinárodní umělecké stipendium.) 1981 [4]